# Gordon Brown (ragbista)
Gordon Lamont Brown (1. listopadu 1947 Troon – 19. března 2001 Troon) byl skotský ragbista, který hrál jako druhořadník. V roce 2015 byl jmenován do Světové ragbyové síně slávy. Měřil 196 centimetrů a vážil 110 kilogramů, což byly na tehdejší dobu gigantické rozměry. Měl přezdívku Broon Frae Troon.
Za skotskou reprezentaci odehrál 30 zápasů (1969–1976). V osmi případech si zahrál za Britské a Irské lvy (1971, 1974, 1977) a připsal si 8 bodů. Jako jediný Brit byl v 70. letech na třech výjezdech Britských a Irských lvů. V roce 1971 zažil doposud jediné sériové vítězství nad Novým Zélandem. V roce 1973 vyhrál Pohár 5 národů, který v tom roce vyhrály všechny zúčastněné země.
V březnu 2001 zemřel na Non-Hodgkinův lymfom. Byl manažerem stavební spořitelny a po večerech byl řečníkem. Byl ragbyovým komentátorem při MS 1991 a MS 1995.